# 长城电脑
长城电脑，全称中国长城计算机深圳股份有限公司 （深交所：000066），是中国深圳证券交易所的一家上市公司。

## 历史
成立于1997年6月19日，业务范围包括：电子计算机硬件、软件系统及网络系统、电子产品、液晶电视、等离子电视、电话机的技术开发、生产、销售及售后服务，并提供相关的技术和咨询服务；国内商业、物资供销业；自营进出口业务；经营自行开发的软件及电子出版物；零售各类软件及电子出版物；房屋、设备等固定资产租赁、物业管理及相关服务业务。公司总股本为132359.389万股（2011年）。
公司总部位于深圳市南山区科技园长城计算机大厦，法人代表为杜和平。